# Boehmeria holosericea
Boehmeria holosericea är en nässelväxtart som beskrevs av Carl Ludwig von Blume. Boehmeria holosericea ingår i släktet Boehmeria och familjen nässelväxter. Inga underarter finns listade i Catalogue of Life.